# Ilybius montanus
Ilybius montanus es una especie de escarabajo del género Ilybius, familia Dytiscidae. Fue descrita científicamente por Stephens en 1828.

## Distribución geográfica
Ilybius montanus es una especie de escarabajo originario de Europa y el norte de África. En Europa, se encuentra en Bélgica, Bosnia y Herzegovina, Gran Bretaña (incluida la isla de Man, Corsica, Dinamarca continental, Francia continental, Alemania, Irlanda, Lituania, Polonia, Portugal continental, Cerdeña, Sicilia, España peninsular y los Países Bajos.